# Поттум
Поттум (нем. Pottum) — община в Германии, в земле Рейнланд-Пфальц. 
Входит в состав района Вестервальд. Подчиняется управлению Вестербург.  Население составляет 995 человек (на 31 декабря 2010 года). Занимает площадь 4,36 км².